# Любовка (Харьковская область)
Любовка (укр. Любівка) — село,
Любовский сельский совет,
Краснокутский район,
Харьковская область, Украина.
Код КОАТУУ — 6323584201. Население по переписи 2001 года составляет 878 (376/502 м/ж) человек.
Является административным центром Любовского сельского совета, в который не входят другие населённые пункты.

## Географическое положение
Село Любовка находится на правом берегу реки Мерла,
выше по течению примыкает к городу Краснокутск,
ниже по течению примыкает к селу Колонтаев.
Через село проходит автомобильная дорога Т-1701 (Т-1702).

## История
- 1678 — дата первого упоминания[1].

## Экономика
- Молочно-товарная ферма.
- «Любовское», сельхозпредприятие.